# Eredivisie 2009-2010 (calcio femminile)
L'edizione 2009-2010 è stata la terza dell'Eredivisie, la massima serie a carattere professionistico del campionato olandese femminile di calcio. Il torneo prese il via il 1º ottobre 2009 e si concluse il 19 maggio 2010, iniziando in ritardo rispetto alle stagioni precedenti per non sovrapporsi col campionato europeo 2009. Il campionato è stato vinto dall'AZ Alkmaar, al terzo titolo di Eredivisie consecutivo.

## Stagione

### Novità
Rispetto all'edizione precedente, il numero di squadre partecipanti si ridusse a sei, a causa del ritiro del Roda dal campionato dopo una sola stagione di presenza in Eredivisie.

### Formato
Le sei squadre partecipanti si sono affrontate in un doppio girone all'italiana con partite di andata e ritorno, per un totale di 20 giornate e ciascuna squadra affrontava le altre quattro volte. La squadra prima classificata veniva dichiarata campione dei Paesi Bassi e veniva ammessa alla UEFA Women's Champions League per la stagione successiva. Non erano previste retrocessioni.

## Squadre partecipanti
| Club         | Città      | Stadio                           | Stagione precedente    |
| ------------ | ---------- | -------------------------------- | ---------------------- |
| ADO Den Haag | L'Aia      | Cars Jeans Stadion               | 2º posto in Eredivisie |
| AZ Alkmaar   | Alkmaar    | Complesso sportivo 't Lood       | 1º posto in Eredivisie |
| Heerenveen   | Heerenveen | Stadio Abe Lenstra               | 6º posto in Eredivisie |
| Twente       | Enschede   | De Grolsch Veste                 | 5º posto in Eredivisie |
| Utrecht      | Utrecht    | Complesso sportivo Zoudenbalch   | 4º posto in Eredivisie |
| Willem II    | Tilburg    | Complesso sportivo Bijstervelden | 3º posto in Eredivisie |

## Classifica finale
|  | Pos. | Squadra      | Pt | G  | V  | N  | P  | GF | GS | DR  |
|  | ---- | ------------ | -- | -- | -- | -- | -- | -- | -- | --- |
|  | 1.   | AZ Alkmaar   | 41 | 20 | 12 | 5  | 3  | 32 | 11 | +21 |
|  | 2.   | ADO Den Haag | 37 | 20 | 11 | 4  | 5  | 24 | 16 | +8  |
|  | 3.   | Willem II    | 26 | 20 | 8  | 2  | 10 | 26 | 33 | -7  |
|  | 4.   | Twente       | 25 | 20 | 5  | 10 | 5  | 29 | 32 | -3  |
|  | 5.   | Utrecht      | 18 | 20 | 5  | 3  | 12 | 17 | 25 | -8  |
|  | 6.   | Heerenveen   | 18 | 20 | 4  | 6  | 10 | 19 | 30 | -11 |

Legenda:
      Campione dei Paesi Bassi e ammessa alla UEFA Women's Champions League 2010-2011
Regolamento:
Tre punti a vittoria, uno a pareggio, zero a sconfitta.

## Risultati
|              | ADO  | ADO  | AZ   | AZ   | Hee  | Hee  | Twe  | Twe  | Utr  | Utr  | Wil  | Wil  |
| ------------ | ---- | ---- | ---- | ---- | ---- | ---- | ---- | ---- | ---- | ---- | ---- | ---- |
| ADO Den Haag | –––– | –––– | 1-0  | 2-2  | 0-0  | 1-0  | 1-3  | 2-2  | 1-0  | 3-0  | 1-0  | 2-0  |
| AZ           | 1-2  | 1-0  | –––– | –––– | 2-0  | 3-1  | 1-1  | 2-0  | 1-0  | 3-0  | 3-2  | 1-0  |
| Heerenveen   | 0-0  | 1-2  | 0-2  | 1-1  | –––– | –––– | 4-3  | 1-1  | 0-1  | 2-1  | 0-2  | 2-0  |
| Twente       | 0-2  | 0-1  | 0-0  | 0-0  | 1-1  | 3-3  | –––– | –––– | 2-1  | 1-0  | 2-1  | 2-2  |
| Utrecht      | 1-0  | 0-1  | 0-1  | 0-2  | 4-1  | 1-2  | 1-1  | 1-1  | –––– | –––– | 1-2  | 1-0  |
| Willem II    | 3-1  | 2-1  | 1-0  | 0-6  | 1-0  | 1-0  | 5-2  | 3-4  | 0-3  | 1-1  | –––– | –––– |

## Statistiche

### Classifica marcatrici
| Gol |  |  | Giocatore                    | Squadra      |
| --- |  |  | ---------------------------- | ------------ |
| 11  |  |  | Chantal de Ridder            | AZ           |
| 11  |  |  | Sylvia Smit                  | Heerenveen   |
| 7   |  |  | Lisanne Grimberg             | ADO Den Haag |
| 7   |  |  | Renate Jansen                | ADO Den Haag |
| 7   |  |  | Claudia van den Heiligenberg | AZ           |
| 6   |  |  | Suzanne de Kort              | Twente       |
| 5   |  |  | Jessica Fishlock             | AZ           |
| 5   |  |  | Ellen Jansen                 | Twente       |
| 5   |  |  | Marlous Pieëte               | Twente       |
| 5   |  |  | Renée Slegers                | Willem II    |